# Lou Castel
Lou Castel, pseudonimo di Ulv Quarzéll (Bogotà, 28 maggio 1943), è un attore svedese.

## Biografia
Nato in Colombia da padre diplomatico svedese e madre irlandese, è cresciuto in Giamaica, a New York e a Stoccolma. Trasferitosi in Italia dove sua madre lavorava nell'ambiente cinematografico, ha frequentato il Centro sperimentale di cinematografia di Roma. È apparso in oltre 100 film di nazionalità, generi e budget diversi. Ha lavorato in maggior parte con registi italiani, oltre che tedeschi e francesi, rivelandosi come interprete ribelle dell'opera prima di Marco Bellocchio, I pugni in tasca (1965). Attore estremamente eclettico, si è sempre orientato verso un cinema senza compromessi, militante e impegnato.
In Italia ha inoltre lavorato con Liliana Cavani in Francesco d'Assisi (1966), Salvatore Samperi in Grazie zia (1968), Ettore Scola in Che ora è (1989). Nel 1982 ritrova Bellocchio in Gli occhi, la bocca (1982). In seguito lavora principalmente in Francia: con Philippe Garrel realizza La nascita dell'amore e Elle a passé tant d'heures sous les sunlights, con Siegfried in Louise (take 2), con Emmanuelle Bercot in Clément e con Bertrand Bonello in Tiresia. È apparso anche in alcuni western italiani tra cui Quién sabe? di Damiano Damiani e Requiescant di Carlo Lizzani in cui recitò al fianco di Pier Paolo Pasolini.
Negli ultimi anni sessanta e primi anni settanta militò nella formazione della sinistra extraparlamentare denominata Unione dei Comunisti Italiani (Marxisti-Leninisti), diventata poi Partito Comunista (Marxista-Leninista) Italiano. Per questo fu espulso dall'Italia nel 1972, in quanto straniero indesiderato. Tra gli anni settanta ed ottanta lavora con altri grandi registi europei: Fassbinder in Attenzione alla puttana santa (1970), Claude Chabrol in Sterminate "Gruppo Zero" (Nada) (1974), e Wim Wenders in L'amico americano (1977). In seguito recita con Luis Rego nel primo film del cineasta sperimentale Joseph Morder, El Cantor. Nel 2016 riceve lo Starlight Cinema International Award al 34º Torino Film Festival.

## Vita privata
È stato per qualche tempo marito dell'attrice Marcella Michelangeli, da cui ebbe il figlio Rocco Quarzell, a sua volta attore.

## Filmografia

### Attore

#### Cinema

Quién sabe? (1966) di Damiano Damiani

Grazie zia (1968) di Salvatore Samperi

- Il Gattopardo, regia di Luchino Visconti - non accreditato (1963)
- I pugni in tasca, regia di Marco Bellocchio (1965)
- Quién sabe?, regia di Damiano Damiani (1966)
- Requiescant, regia di Carlo Lizzani (1967)
- Bocche cucite, regia di Pino Tosini (1968)
- Lucrezia, regia di Osvaldo Civirani (1968)
- Grazie zia, regia di Salvatore Samperi (1968)
- La prova generale, regia di Romano Scavolini (1968)
- I protagonisti, regia di Marcello Fondato (1968)
- Galileo, regia di Liliana Cavani (1968)
- Orgasmo, regia di Umberto Lenzi (1969)
- Con quale amore, con quanto amore, regia di Pasquale Festa Campanile (1970)
- Matalo!, regia di Cesare Canevari (1970)
- Policeman, regia di Sergio Rossi (1971)
- Stress, regia di Corrado Prisco (1971)
- Attenzione alla puttana santa (Warnung vor einer heiligen Nutte), regia di Rainer Werner Fassbinder (1971)
- I predatori si muovono all'alba, regia di Filippo Walter Ratti (1972)
- Terza ipotesi su un caso di perfetta strategia criminale, regia di Giuseppe Vari (1972)
- Nel nome del padre, regia di Marco Bellocchio (1972)
- La lettera scarlatta (Der scharlachrote Buchstabe), regia di Wim Wenders (1973)
- Pianeta Venere, regia di Elda Tattoli (1974)
- Voyage en Grande Tartarie, regia di Jean-Charles Tacchella (1974)
- Sterminate "Gruppo Zero" (Nada) di Claude Chabrol (1974)
- Gangsterfilmen, regia di Lars G. Thelestam (1974)
- Output, regia di Michael Fengler (1974)
- Faccia di spia, regia di Giuseppe Ferrara	(1975)
- Come una rosa al naso, regia di Franco Rossi (1976)
- Caro Michele, regia di Mario Monicelli (1976)
- Cassandra Crossing, regia di George Pan Cosmatos (1976)
- Italia: ultimo atto?, regia di Massimo Pirri (1977)
- Violanta, regia di Daniel Schmid (1977)
- Cambio di sesso, regia di Vicente Aranda (1977)
- L'amico americano, regia di Wim Wenders (1977)
- Porci con le ali, regia di Paolo Pietrangeli (1977)
- Les Enfants du placard, regia di Benoît Jacquot (1977)
- Mr. Mean, regia di Fred Williamson (1977)
- Suor Omicidi, regia di Giulio Berruti (1978)
- Couleur chair, regia di François Weyergans (1978)
- La profezia, regia di Giulio Petroni (1978)
- Ombre, regia di Mario Caiano, Giorgio Cavedon (1980)
- Parano, regia di Bernard Dubois (1980)
- Gli occhi, la bocca, regia di Marco Bellocchio (1982)
- Trauma, regia di Gabi Kubach (1983)
- Campo Europa, regia di Pierre Maillard (1984)
- Der Beginn aller Schrecken ist Liebe, regia di Helke Sander (1984)
- La presenza reale, regia di Raúl Ruiz (1985)
- L'isola del tesoro, regia di Raúl Ruiz (1985)
- Elle a passé tant d'heures sous les sunlights..., regia di Philippe Garrel (1985)
- Nanou, regia di Connie Templeman (1985)
- Nina, regia di Bianca Florelli (1987)
- Kidnapping - Pericolo in agguato (Man on Fire), regia di Élie Chouraqui (1987)
- Rorret, regia di Fulvio Wetzl (1988)
- Le avventure di Eddie Turley, regia di Gérard Courant (1989)
- Che ora è, regia di Ettore Scola (1989)
- La sposa di San Paolo, regia di Gabriella Rosaleva (1989)
- Perduta, regia di Andrea Marfori (1990)
- Fuga dal paradiso, regia di Ettore Pasculli (1990)
- Fuga da Kayenta, regia di Fabrizio De Angelis (1991)
- L'anno del terrore (Year of the Gun), regia di John Frankenheimer (1991)
- Manila Paloma Blanca, regia di Daniele Segre (1992)
- Carillon, regia di Ciriaco Tiso (1992)
- Dall'altra parte del mondo, regia di Arnaldo Catinari (1992)
- Uova di garofano, regia di Silvano Agosti	(1992)
- Assolto per aver commesso il fatto, regia di Alberto Sordi (1992)
- La nascita dell'amore, regia di Philippe Garrel (1993)
- Couleurs d'enfants, regia di Bourlem Guerdjou (1994)
- Zuppa di pesce, regia di Fiorella Infascelli (1994)
- Tre vite e una sola morte, regia di Raúl Ruiz	(1996)
- Irma Vep, regia di Olivier Assayas (1996)
- Encore, regia di Pascal Bonitzer (1996)
- Sorrisi asmatici - Fiori del destino, regia di Tonino De Bernardi	(1997)
- Sinon, oui, regia di Claire Simon	(1997)
- Louise (take 2), regia di Siegfrid (1998)
- Il piano dell'uomo di sotto, regia di Piero D'Agostino (1998)
- Le domaine, regia di Vincent Heristchi (1999)
- Appassionate, regia di Tonino De Bernardi	(1999)
- Bruno n'a pas d'agent, regia di Christine Dory (1999)
- La vie ne me fait pas peur, regia di Noémie Lvovsky (1999)
- Le Temps qu'il fait, regia di Nicolas Leclère (2001)
- Clément, regia di Emmanuelle Bercot (2001)
- Nude, Descending..., regia di C.S. Leigh (2002)
- Bungalow, regia di Ulrich Köhler (2002)
- Assoud le buffle, regia di Joseph Morder (2002)
- Tiresia, regia di Bertrand Bonello (2003)
- Des voix alentour, regia di Sébastien Betbeder (2003)
- Mètres carrés, regia di Erwan Cadic (2004)
- Je veux quelque chose et je ne sais pas quoi, regia di Joanna Grudzińska (2004)
- Cracking Up, regia di Christian Lara (2004)
- Make My Day,regia di Henrike Goetz (2004)
- El Cantor, regia di Joseph Morder (2005)
- Assoud et le mystère de la plage (2006)
- Horezon, regia di Pascale Bodet (2006)
- 1, 2, 3, Whiteout, regia di James Schneider (2007)
- La Question humaine, regia di Nicolas Klotz (2007)
- Nuage, regia di Sébastien Betbeder (2007)
- La rabbia, regia di Louis Nero (2008)
- Dr. Ketel, regia di Linus De Paoli (2011)
- L'oeil de l'astronome, regia di Stan Neumann (2012)
- La lapidation de Saint Etienne, regia di Pere Vilà i Barceló (2012)
- Halbschatten, regia di Nicolas Wackerbarth (2013)
- La religiosa, regia di Guillaume Nicloux (2013)
- Gare du Nord, regia di Claire Simon (2013)
- Hotel de l'Universe, regia di Tonino De Bernardi (2013)
- Die Geschlechtskriegerinnen, regia di Matthew Ray (2014)
- Jour et nuit, delle donne e degli uomini perduti, regia di Tonino De Bernardi (2014)
- A pugni chiusi, regia di Pierpaolo De Sanctis (2016)
- Drive Me Home, regia di Simone Catania (2018)

#### Televisione
- Francesco d'Assisi, regia di Liliana Cavani (1966)
- La rivolta dei decabristi, regia di Marco Leto (1970)
- La donna in bianco, regia di Mario Moroni (1980)
- I racconti del maresciallo, regia di Giovanni Soldati (1984)
- Fräulein - Ein deutsches Melodram, regia di Michael Haneke (1986)
- Il commissario Corso, regia di Gianni Lepre, Miniserie TV, 10º episodio (1991)
- Gli angeli del potere, regia di Giorgio Albertazzi (1987)
- La ragnatela, regia di Gianfrancesco Lazotti (1991)
- Il gorilla, regia di Maurizio Lucidi (1991)
- Doris una diva del regime, regia di Alfredo Giannetti (1991)
- Un bambino in fuga - tre anni dopo, regia di Mario Caiano (1991)
- Un posto freddo in fondo al cuore, regia di Sauro Scavolini (1992)
- La ragnatela 2, regia di Alessandro Cane (1993)
- Les années Iycée: Petites, regia di Noémie Lvovsky (1997)
- Les insoumis, regia di Gérard Marx (1998)
- R.I.S. Police scientifique, regia di Klaus Biederman (2007) (Serie TV, 2ª stagione, episodio 5)
- L'affaire Gordji, histoire d'une cohabitation, regia di Guillaume Nicloux (2012)

#### Cortometraggi
- Il riflesso scadente, regia di Lou Castel, Gianluca Farinelli, Nicola Mazzanti, Cristiana Querzé, Dario Rivetto (1987)
- Dernier instant (avant le retour), regia di Vincent Heristchi (1997)
- Il piano dell'uomo di sotto, regia di Pietro D'Agostino (1998)
- Love, regia di Henrike Goetz e Patrick Ort (1999)
- Il killer evanescente, regia di Paolo Doppieri (1999)
- Just in time, regia di Lou Castel (1999)
- Bruno n'a pas d'agent, regia di Christine Dory (1999)
- Le temps qu'il fait, regia di Nicolas Leclère (2001)
- Phomenaux, regia di Stefano Canapa (2002)
- Des voix alentour, regia di Sébastien Betbeder (2003)
- Tous les mêmes, regia di Pablo Guirado Garcia (2004)
- Mètres carrés, regia di Erwan Cadic (2004)
- Je veux quelque chose et je ne sais pais quoi, regia di Joanna Grundzinska (2004)
- Étoile violette, regia di Axelle Ropert (2005)
- L'opération de la dernière chance, regia di Antonin Peretjatko (2006)
- Le petit chaperon rouge, regia di Shinji Aoyama (2008)
- Distances, regia di David Dusa (2009)
- Demi-deuil, regia di Xanaë Bove (2009)
- Hou le loup, regia di Damien Faure (2009)
- Le Berger, regia di Benoît Maire (2011)
- Ein Mädchen namens Yssabeau, regia di Rosana Cuellar (2012)
- La discothèque, regia di Nicolaï Maldavsky (2014)
- Mechanismo, regia di Louis Nero (2015)
- Hindsight, regia di Harald Hutter (2015)
- Per sempre, regia di Alessio Di Cosimo (2018)

### Regista
- Il riflesso scadente (1987)
- Just in Time (1999)

## Doppiatori italiani
- Gino La Monica in Grazie zia, Orgasmo, Con quale amore, con quanto amore, Stress
- Cesare Barbetti in Requiescant, Ombre, Sterminate "Gruppo Zero"
- Giacomo Piperno in Terza ipotesi su un caso di perfetta strategia criminale, Italia: ultimo atto?
- Paolo Carlini in I pugni in tasca
- Massimo Turci in Quien sabe?
- Pino Colizzi in Come una rosa al naso
- Renzo Stacchi in La profezia
- Sergio Castellitto in Gli occhi, la bocca
- Gigi Pirarba in I protagonisti
- Antonio Sanna in L'anno del terorre
- Daniele Tedeschi in Policeman